# 今井トゥーンズ
今井 トゥーンズ（いまい トゥーンズ、IMAI TOONZ、男性、1971年2月13日 - ）は、日本のイラストレーター、キャラクターデザイナー、コミックアーティスト。
愛知県出身。多摩美術大学美術学部（絵画学科油画専攻）卒、同大学大学院研究科修了。
1995年からイラストの仕事を始める。作風ではアメコミのような、スピード感と迫力のある独特のイラストレーションが特徴。2002年、イラストレーターの白根ゆたんぽとYUTOONZ（ユトゥーンズ）を結成。妻は切り絵作家の福井利佐。
代表作は、自身も企画・製作した劇場版アニメ『DEAD LEAVES』(Production I.G)。

## 作品
- MTV『TOP OF JAPAN』／番組オープニングアニメ・キャラクターデザイン
- 電気グルーヴコンサートツアー『ツアーめがね』／パンフレット・イラスト
- サントリー『C.C.Lemon』／CFキャラクターデザイン
- 東京FM出版 篠原ともえ『ウルトラリラックス』／イラスト
- SEGAアーケードゲーム『ファイティング・バイパーズ2』／リニューアルキャラクターデザイン
- SONY『GIG』／カセットパッケージイラスト
- NIKE『PRESTO』／E-CDアニメーション
- 講談社『モーニング・新マグナム増刊』デビルマン／イラストレーション
- DEAD LEAVES／漫画
- 劇場アニメ『OVAL×OVER』／原作・キャラクターデザイン
- 『天元突破グレンラガン』／3Dメカデザイン
- 花村萬月『我☆神』／挿絵
- コカ・コーラ『Dr Pepper』／パッケージキャラクターデザイン（2007年～）
- テレビアニメ『最強王図鑑 〜The Ultimate Battles〜』『最強王図鑑 〜The Ultimate Tournament〜』／キャラクターデザイン

## 展覧会
- 『GUNDAM―来たるべき未来のために―』（2005年） - 「mONsTEr BaLL」